# کولیم بیچ، کوئینزلند
کولیم بیچ (به انگلیسی: Coolum Beach) یک حومه شهر در استرالیا است که در کوئینزلند واقع شده‌است.